# Fédération Cynologique Internationale
Fédération Cynologique Internationale (FCI) er en international hundeorganisation, der organiserer nationale kennelklubber som Dansk Kennel Klub.
FCI har 80 medlemmer. Medlemmerne kan være repræsenteret med en enkelt klub. Medlemslandene udsteder egne stamtavler og uddanner egne dommere; de skal godkendes af alle andre FCI-medlemmer.[kilde mangler]
Der eksisterer flere internationale hundeorganisationer som International Guide Dog Federation, International Association of Assistance Dog Partners, International Sport Dogs Federation, International Federation of Sleddog Sports, International Working Dog Breeding Association, etc., men Fédération Cynologique Internationale er en af de største.[kilde mangler]

## FCI-medlemmer
| Land                      | Navn på medlem                                     |
| ------------------------- | -------------------------------------------------- |
| Verden                    | Fédération Cynologique Internationale              |
| Argentina                 | Federación Cinológica Argentina                    |
| Australien                | Australian National Kennel Council                 |
| Bahrain                   | Kennel Club of Bahrain                             |
| Belgien                   | Société Royale Saint-Hubert                        |
| Bolivia                   | Kennel Club Boliviano                              |
| Bosnien                   | Unija Kinoloskih Saveza Bosne                      |
| Brasilien                 | Confederaçao Brasileira de Cinofilia               |
| Bulgarien                 | Bulgarian Republican Federation of Cynology        |
| Chile                     | Kennel Club de Chile                               |
| Colombia                  | Asociación Club Canino Colombiano                  |
| Costa Rica                | Asociación Canófila Costarricense                  |
| Cuba                      | Federación Cinólogica de Cuba                      |
| Cypern                    | Cyprus Kennel Club                                 |
| Danmark                   | Dansk Kennel Klub                                  |
| Den Dominikanske Republik | Federación Canina Dominicana                       |
| Ecuador                   | Asociación Ecuatoriana de Registros Caninos        |
| El Salvador               | Asociación Canófila Salvadoreña                    |
| Estland                   | Eesti Kennelliit                                   |
| Filippinerne              | Philippine Canine Club                             |
| Finland                   | Suomen Kennelliitto                                |
| Frankrig                  | Société Centrale Canine                            |
| Georgien                  | Fédération Cynologique de Géorgie                  |
| Gibraltar                 | Gibraltar Kennel Club                              |
| Grækenland                | Kennel Club of Greece                              |
| Guatemala                 | Asociación Guatemalteca de Criadores de Perros     |
| Honduras                  | Asociación Canófila de Honduras                    |
| Hongkong                  | Hong Kong Kennel Club                              |
| Hviderusland              | Belorussian Cynological Union                      |
| Ungarn                    | Magyar Ebtenyésztök Orszagos Egyesülete            |
| Island                    | Hundaræktarfélag Islands                           |
| Indien                    | Kennel Club of India                               |
| Indonesien                | All Indonesia Kennel Club                          |
| Irland                    | Irish Kennel Club                                  |
| Israel                    | Israel Kennel Club                                 |
| Italien                   | Ente Nazionale della Cinofilia Italiana            |
| Japan                     | Japan Kennel Club                                  |
| Kasakhstan                | Union of Cynologists of Kazakhstan                 |
| Kroatien                  | Hrvatski Kinoloski Savez                           |
| Letland                   | Latvian Cynological Federation                     |
| Litauen                   | Lietuvos Kinologu Draugija                         |
| Luxemburg                 | Union Cynologique Saint Hubert Luxembourg          |
| Makedonien                | Kennel Association of the Republic of Macedonia    |
| Malaysia                  | Malaysian Kennel Association                       |
| Malta                     | Malta Kennel Club                                  |
| Mexico                    | Federacíon Canófila Mexicana                       |
| Moldavien                 | Moldavian Kennel Union                             |
| Monaco                    | Société Canine de Monaco                           |
| Marokko                   | Société Centrale Canine Marocaine                  |
| Holland                   | Raad van Beheer op Kynologisch Gebied in Nederland |
| New Zealand               | New Zealand Kennel Club                            |
| Nicaragua                 | Asociación Canina Nicaragüense                     |
| Norge                     | Norsk Kennel Klub                                  |
| Panama                    | Club Canino de Panama                              |
| Paraguay                  | Paraguay Kennel Club                               |
| Peru                      | Kennel Club Peruano                                |
| Polen                     | Polski Zwiazek Kynologiczny                        |
| Portugal                  | Clube Português de Canicultura                     |
| Puerto Rico               | Federación Canófila de Puerto Rico                 |
| Rumænien                  | Asociatia Chinologica Romana                       |
| Rusland                   | Russian Kynological Federation                     |
| San Marino                | Kennel Club San Marino                             |
| Singapore                 | Singapore Kennel Club                              |
| Slovakiet                 | Slovenska Kynologicka Jednota                      |
| Slovenien                 | Slovenian Kennel Club                              |
| Sydafrika                 | Kennel Union of Southern Africa                    |
| Sydkorea                  | Korean Canine Club                                 |
| Spanien                   | Real Sociedad Canina en España                     |
| Sri Lanka                 | Kennel Association of Sri Lanka                    |
| Sverige                   | Svenska Kennelklubben                              |
| Schweiz                   | Société Cynologique Suisse                         |
| Taiwan                    | Kennel Club of Taiwan                              |
| Thailand                  | Kennel Club of Thailand                            |
| Tjekkiet                  | Ceskomoravská Kynologická Unie                     |
| Tyskland                  | Verband für das Deutsche Hundewesen                |
| Ukraine                   | Ukrainian Kennel Union                             |
| Uruguay                   | Kennel Club Uruguayo                               |
| Usbekistan                | Cynological Federation of Uzbekistan               |
| Venezuela                 | Federación Canina de Venezuela                     |
| Østrig                    | Österreichische Kynologenverband                   |

## Klassifikation
FCI har udarbejdet et system, der klassificerer hunde i forskellige grupper, afhængig af deres anvendelsesområde.
| Gruppe | Type                                           |
| ------ | ---------------------------------------------- |
| 1      | Hyrde og Kvæghunde                             |
| 2      | Schnauzere, pinschere, molosser og sennenhunde |
| 3      | Terriers                                       |
| 4      | Gravhunde                                      |
| 5      | Spidshunde                                     |
| 6      | Drivende jagthunde og schweisshunde            |
| 7      | Stående jagthunde                              |
| 8      | Apporterende jagthunde                         |
| 9      | Selskabshunde                                  |
| 10     | Mynder                                         |

## Ekstern henvisning
- Den officielle hjemmeside for Fédération Cynologique Internationale (FCI). Arkiveret 25. juni 2014 hos  Wayback Machine